# Canton de Labrit
Le canton de Labrit est  une ancienne division administrative française située dans le département des Landes et la région Aquitaine. Il a été supprimé par le nouveau découpage cantonal entré en vigueur en 2015.
Labrit est le bureau centralisateur du nouveau canton de Haute Lande Armagnac.

## Géographie
Ce canton était organisé autour de Labrit dans l'arrondissement de Mont-de-Marsan. Son altitude variait de 38 m (Canenx-et-Réaut) à 123 m (Le Sen) pour une altitude moyenne de 63 m.

## Administration

### Conseillers généraux de 1833 à 2015
| Période | Période      | Identité                             | Étiquette                | Qualité |
| ------- | ------------ | ------------------------------------ | ------------------------ | --- |
| 1833    | 1870         | Baron Jean-Marie de Poyferré de Cère |                          | Ancien préfet des Deux-Sèvres Ancien maire de Marmande Président du conseil général des Landes Conseiller d'État honoraire Maire de Cère |
| 1870    | 1892         | Henri Duboscq                        | Droite                   | Notaire, propriétaire à Labrit |
| 1892    | 1910 (décès) | Thomas Tinarrage                     | Républicain opportuniste | Maître de forges Maire de Brocas (1884-1888 et 1894-1902) Maire de Labrit (après 1902)                                                   |
| 1910    | 1940         | Robert Bézos                         | PRRRS                    | Médecin Maire de Brocas-les-Forges Député (1936-1942) Nommé membre de la Commission administrative départementale en 1941                |
|         |              |                                      |                          | |
| 1945    | 1951         | Gérard Dupin                         | SFIO                     | Pharmacien, ancien adjoint au maire de Dax                                                                                               |
| 1951    | 1967         | Camille Lugardon                     | PRRRS                    | Maire de Brocas (1945-1947 et 1948-1987)                                                                                                 |
| 1967    | 1992         | Pierre Laulom (1923-2021)            | UDR puis RPR             | Médecin, maire de Labrit (1953-1992) |
| 1992    | 1998         | Michel Simon                         | RPR                      | Exploitant forestier Maire de Brocas (1987-2000)                                                                                         |
| 1998    | 2015         | Dominique Coutière                   | PS                       | Ingénieur - Maire de Labrit (depuis 1992)                                                                                                |

### Conseillers d'arrondissement (de 1833 à 1940)
| Période                                  | Période | Identité                         | Étiquette   | Qualité |
| ---------------------------------------- | ------- | -------------------------------- | ----------- | --- |
| 1833                                     | 1848    | Pierre Dedons (1795-1878)        |             | Juge de paix, propriétaire à Garein                                                                         |
|                                          |         |                                  |             | |
| 1895                                     |         | Georges Dulau                    | Républicain | Médecin, maire de Castandet                                                                                 |
|                                          |         |                                  |             | |
| 1907                                     | 1919    | M. Dublanc                       | RG          | Médecin |
| 1919                                     |         | Firmin Dupouy                    | RG          | Régisseur à Brocas                                                                                          |
|                                          | 1940    | Jean Élien Balhadère (1885-1945) | Radical     | Géomètre expert, maire de Vert                                                                              |
| 1940                                     |         |                                  |             | Les conseils d'arrondissement ont été suspendus par la loi du 12 octobre 1940 et n'ont jamais été réactivés |
| Les données manquantes sont à compléter. |         |                                  |             | |

## Composition
Le canton de Labrit groupait neuf communes et comptait 3 388 habitants (population municipale au 1er janvier 2007).
| Communes        | Population (2012) | Code postal | Code Insee |
| --------------- | ----------------- | ----------- | ---------- |
| Bélis           | 139               | 40120       | 40033      |
| Brocas          | 787               | 40420       | 40056      |
| Canenx-et-Réaut | 162               | 40090       | 40064      |
| Cère            | 399               | 40090       | 40081      |
| Garein          | 424               | 40420       | 40105      |
| Labrit          | 841               | 40420       | 40135      |
| Maillères       | 193               | 40120       | 40170      |
| Le Sen          | 205               | 40420       | 40297      |
| Vert            | 238               | 40420       | 40323      |

## Démographie
| 1962  | 1968  | 1975  | 1982  | 1990  | 1999  | 2006  | 2007  | - |
| ----- | ----- | ----- | ----- | ----- | ----- | ----- | ----- | - |
| 2 712 | 3 111 | 2 736 | 2 689 | 2 785 | 2 935 | 3 320 | 3 388 | - |